# Te'a Cooper
Te'a Omari Cooper (Montclair, 16 aprile 1997) è una cestista statunitense, professionista nella WNBA.

## Carriera
È stata selezionata dalle Phoenix Mercury al secondo giro del Draft WNBA 2020 con la 18ª chiamata assoluta.